# Rokuhara-tandai
Rokuhara-tandai (jap. 六波羅探題) – stanowisko i urząd w Japonii w okresie Kamakura, zorganizowany na tych samych zasadach co Kamakura-bakufu.
Urząd Rokuhara-tandai został utworzony w 1221 roku po zamieszkach ery Jōkyū w miejsce stanowiska gubernatora wojskowego shugo. Nowe stanowisko miało charakter zastępstwa sioguna w roli nadzorcy/inspektora politycznego, wojskowego i prawnego na terenie Kioto i południowo-zachodniej Japonii. Miało to na celu zabezpieczenie siogunatu przed ponownymi próbami ponownego ustanowienia władzy cesarkiej. 
Siedzibą urzędu była Rokuhara. W jego skład wchodziły dwa zespoły: północny (Hokuden) i południowy (Naden). Nazwa Rokuhara-tandai została wprowadzona już po upadku siogunatu Kamakura. W okresie Kamakura nosił m.in. nazwy: Rokuhara-shugo, Rokuhara-nampō, Hokuhō. Stanowisko zostało zniesione wraz z likwidacją Kamakura-bakufu w 1333 roku.

## Wyjaśnienie
Rokuhara to nazwa rejonu miasta i dawnej rezydencji rodu Taira w Kioto, przekształcona na siedzibę urzędu tandai. Tworzyły go dwa zespoły: północny (Hokuden) i południowy (Naden). Słowo tandai jest tłumaczone jako namiestnik (lokalny komisarz). Funkcję tę pełniło dwóch ludzi: tandai północny i tandai południowy.

## Lista Rokuhara-tandai
Kitakata (tandai północny)
1. Hōjō Yasutoki (1221–1224)
2. Hōjō Tokiuji (1224–1230)
3. Hōjō Shigetoki (1230–1247)
4. Hōjō Nagatoki (1247–1256)
5. Hōjō Tokimochi (1256–1270)
6. Hōjō Yoshimune (1271–1276)
7. Hōjō Tokimura (1277–1287)
8. Hōjō Kanetoki (1287–1293)
9. Hōjō Hisatoki (1293–1297)
10. Hōjō Munekata (1297–1300)
11. Hōjō Mototoki (1301–1303)
12. Hōjō Tokinori (1303–1307)
13. Hōjō Sadaaki (1311–1314)
14. Hōjō Tokiatsu (1315–1320)
15. Hōjō Norisada (1321–1330)
16. Hōjō Nakatoki (1330–1333)

Minamikata (tandai południowy)
1. Hōjō Tokifusa (1221–1225)
2. Hōjō Tokimori (1224–1242)
3. Hōjō Tokisuke (1264–1272)
4. Hōjō Tokikuni (1277–1284)
5. Hōjō Kanetoki (1284–1287)
6. Hōjō Morifusa (1288–1297)
7. Hōjō Munenobu (1297–1302)
8. Hōjō Sadaaki (1302–1308)
9. Hōjō Sadafusa (1308–1309)
10. Hōjō Tokiatsu (1311–1315)
11. Hōjō Koresada (1315–1324)
12. Hōjō Sadayuki (1324–1330)
13. Hōjō Tokimasu (1330–1333)